# Tecolote (Nuevo México)
Tecolote es un lugar designado por el censo ubicado en el condado de San Miguel en el estado estadounidense de Nuevo México. En el Censo de 2010 tenía una población de 298 habitantes y una densidad de población de 20,45 habitantes por km².

## Geografía
Tecolote se encuentra ubicado en las coordenadas 35°27′38″N 105°17′3″O / 35.46056, -105.28417. Según la Oficina del Censo de los Estados Unidos, Tecolote tiene una superficie total de 14,57 km², de la cual 14,57 km² corresponden a tierra firme y (0%) 0 km² es agua.

## Demografía
Según el censo de 2010, había 298 personas residiendo en Tecolote. La densidad de población era de 20,45 hab./km². De los 298 habitantes, Tecolote estaba compuesto por el 70,81% blancos, el 0% eran afroamericanos, el 1,68% eran amerindios, el 0,34% eran asiáticos, el 0% eran isleños del Pacífico, el 25,17% eran de otras razas y el 2,01% pertenecían a dos o más razas. Del total de la población el 92,62% eran hispanos o latinos de cualquier raza.